# ياسر هاشمي رفسنجاني
ياسر هاشمي رفسنجاني (بالفارسية: یاسر هاشمی رفسنجانی) (و. 1971 – م) هو سياسي من إيران ولد في طهران.